# 80街車站 (IND福爾頓街線)
80街車站（英語：80th Street station），指示牌顯示為「80街-哈德遜街」（英語：80th Street – Hudson Street station），是紐約地鐵IND福爾頓街線的一個車站，位於皇后區臭氧公園的自由大道與80街交界，設有A線（任何時候停站）列車服務。

## 車站結構
| P 月台層 | 側式月台，右側開門 | 側式月台，右側開門                                                                                          |
| P 月台層 | 北行               | 往英伍德-207街（格蘭特大道） · 深夜接駁線往尤克利德大道（格蘭特大道）                                       |
| P 月台層 | 車廠軌道           | 無乘客列車，往皮特金車廠                                                                                    |
| P 月台層 | 南行               | 往勒弗茲林蔭路/遠洛克威（深夜除外）/洛克威公園（黃昏尖峰時段）（88街） · 深夜接駁線往勒弗茲林蔭路（88街） → |
| P 月台層 | 側式月台，右側開門 | |
| M        | 夾層               | 閘機、車站詢問處                                                                                            |
| G        | 街道層             | 出入口 |

此高架車站設有兩個側式月台和三條軌道，但中央軌道不營運。此站是IND福爾頓街線在皇后區最西端的車站。

## 外部連結
- nycsubway.org—IND Fulton: 80th Street-Hudson Street
- Station Reporter — A Lefferts
- Station Reporter — A Rockaway
- The Subway Nut — 80th Street – Hudson Street Pictures（页面存档备份，存于）
- 80th Street entrance from Google Maps Street View
- 77th Street entrance from Google Maps Street View
- Platforms from Google Maps Street View